# Arne Magnéli
Arne Magnéli (Estocolmo, 6 de diciembre de 1914-Estocolmo, 22 de julio de 1996) fue un químico y cristalógrafo sueco . Conocido por su trabajo sobre la determinación de la estructura de óxidos y aleaciones de metales de transición, incluyendo el estudio de sus series homólogas y del fenómeno no estequiométrico .

## Educación y carrera
Magnéli estudió en la Universidad de Estocolmo y se graduó con una licencia en 1941. Se trasladó a la Universidad de Uppsala para llevar a cabo su investigación de posgrado con Gunnar Hägg, obteniendo su doctorado en 1950 para el estudio de los bronces de tungsteno . En 1953 ocupó una posición en el laboratorio de química inorgánica y física en la Universidad de Estocolmo y en 1961 se convirtió en profesor de química inorgánica en la misma institución. y más tarde se convirtió en la Cátedra de Química Inorgánica en la universidad hasta su jubilación en 1980.
A partir de su investigación sobre las estructuras de los óxidos de metales de transición, Magnéli desarrolló el concepto de dislocaciones recurrentes, que hoy en día se conoce como cizalla cristalográfica . Las fases de Magnéli de los óxidos de metales de transición, como el óxido de tungsteno no estequiométrico, el óxido de molibdeno, el óxido de titanio y el óxido de vanadio reciben su nombre.

## Honores y premios
En 1965, Magnéli se convirtió en miembro del Consejo Nacional de Ciencias de Suecia y de 1966 a 1973 fue secretario de los Comités Nobel de la Academia Sueca de Ciencias, después continuó como secretario del Comité Nobel de Química de la Academia Sueca de Ciencias de 1966 a 1986. Fue elegido miembro de la Academia Sueca de Ciencias en 1970 . Magnéli recibió el premio Gregorio Aminoff de la Real Academia Sueca de Ciencias en 1989.